# 에우제비우시 스몰라레크
에우제비우시 '에비' 스몰라레크(폴란드어: Euzebiusz 'Ebi' Smolarek, 1979년 4월 21일 ~ )는 폴란드의 은퇴한 축구 선수이자 현 지도자이며 선수 시절 윙어와 스트라이커로 활약하였다. 현재 페예노르트의 유소년 팀 감독으로 재직 중이다.

## 축구인 경력

### 클럽 경력
축구 선수였던 아버지인 브워지미에시 스몰라레크를 따라 네덜란드에서 자라며 페예노르트의 유소년 팀에 입단하였다. 2000년엔 성인 팀에 데뷔하였다.
2005년 보루시아 도르트문트로 이적하였으며 2007년 8월 라싱 산탄데르로 480만 유로의 이적료로 이적하였다. 첫 시즌 큰 활약을 펼치지 못한 후 툴루즈와 올림피아코스 등의 러브콜을 받았으나 볼턴 원더러스로 임대 이적하였다. 이후 9월 20일 아스널과의 경기에서 잉글랜드 무대에 데뷔하였다. 2009년 1월 3일엔 선덜랜드와의 FA컵 경기에서 잉글랜드 무대 첫 골을 기록하였다.
2009년 12월 그리스의 카발라와 2년 6개월 계약을 체결하였으나 1년 만에 팀을 떠났다. 2010년 7월 고국의 폴로니아 바르샤바로 이적하여 1시즌 간 활약한 후 카타르의 알코르로 이적하였다. 이후 네덜란드의 ADO 덴하흐와 폴란드의 야기엘로니아 비아위스토크에서 활약한 뒤 은퇴하였다.

### 국가대표팀 경력
2002년 폴란드 축구 국가대표팀에 첫 발탁되었고, 독일에서 개최된 2006년 FIFA 월드컵에 출전하였다.
UEFA 유로 2008 예선에선 카자흐스탄을 상대로 해트트릭을 기록하는 등 좋은 활약을 펼치며 총 9골을 기록하였다. 이 중 포르투갈을 상대로 기록한 골은 20년 만에 폴란드가 포르투갈을 상대로 넣은 골로, 이전 마지막 득점자는 그의 아버지였다.
2010년 FIFA 월드컵 유럽 지역 예선 산마리노와의 경기에선 4골을 기록하였다.

## 그 외
그의 이름은 포르투갈의 전설적인 축구 선수 에우제비우에서 따왔다.